# Autopista Valles del Desierto
La Autopista Valles del Desierto es la denominación de la autopista chilena de peaje, que recorre la Región de Atacama, abarcando las comunas de Caldera, Copiapó y Vallenar en el norte Chico de Chile.
Corresponde a una concesión sobre la ruta 5 Panamericana otorgada a la Sociedad Concesionaria Valles del Desierto S.A. según decreto MOP N° 14 con fecha 8 de enero de 2009. Las obras se iniciaron en enero de 2010.
Pistas por sentido, con una velocidad de diseño de 100 km/h, con un alto estándar de modernidad, confort y nivel de seguridad, ésta autopista permite a los usuarios disminuir los tiempos de desplazamientos, contribuyendo fuertemente con el desarrollo económico de la región de Atacama, cuya actividad industrial está fuertemente vinculada a la minería, la explotación de los recursos pesqueros, agropecuarios, portuarios y de turismo.

## Sectores de la autopista
Su primer tramo de 123,4 km comienza en el acceso sur de la ciudad de Vallenar y se empalma con el inicio del by pass a Copiapó en el sector Travesía. El segundo tramo, de 64,6 km de longitud se inicia en el término del by pass a Copiapó en el sector de Toledo al norte de la ciudad capital regional y finaliza al norte de la ciudad de Caldera en el acceso de playa Ramada.
La concesión contempla además la conservación y mantención de la ruta que accede al balneario de Bahía Inglesa, desde la ruta 5, en una extensión aproximada de 6 km y el by pass a la ciudad de Copiapó construido por la Dirección de Vialidad Regional, en una extensión aproximada de 33 km. Además se construyó doble vía en un tramo de 800 m de la ruta C-46 en el acceso principal a la ciudad de Vallenar. Por seguridad la autopista cuenta con teléfonos de emergencia SOS cada 3 km.
| Ruta                                     | Sector | Origen                                 | Término                                     | Inicio aproximado (km) | Fin aproximado (km) | Longitud total (km) | Velocidad (km/h) |
| Ruta 5                                   | 1      | Vallenar                               | Inicio de by-pass Copiapó (sector Travesía) | 660,0                  | 783,4               | 123,4               |                  |
| Ruta 5                                   | 2      | Fin de by-pass Copiapó (sector Toledo) | Acceso a playa Ramada                       | 824,1                  | 888,7               | 64,6                |                  |
| Ruta C-360 (mantenimiento)               | 1      | Cruce con ruta 5                       | Bahía Inglesa                               | 0,0                    | 6                   | 6                   |                  |
| Ruta S/R By-pass Copiapó (mantenimiento) | 1      | Enlace ruta 5 (sector Travesía)        | Enlace ruta 5 (sector Toledo)               | 888,7                  | 783,4               | 33,0                |                  |
| Ruta C-46 (mantenimiento)                | 1      | ruta 5 (trazado antiguo)               | Enlace ruta 5 (sector Toledo)               | 0,0                    | 0,8                 | 0,8                 |                  |

## Recorrido

### Ruta 5 Panamericana al norte de Copiapó
| Ruta 5 Panamericana, tramo acceso a Playa Ramada-inicio de by pass Copiapó |                                      |                                  |                                                           |
| Salidas e infraestructura sentido norte-sur                                | Distancia de cruce Playa Ramada (km) | Distancia de inicio by-pass (km) | Salidas e infraestructura sentido sur-norte               |
| Inicio de concesión                                                        | 0 (km 888)                           | 64 (km 888)                      | Continuación como ruta 5 Término de concesión             |
| Playa Ramada C-304 Inicio de autopista                                     | 0 (km 888)                           | 64 (km 888)                      | Playa Ramada C-304 Término de autopista                   |
| Plaza de pesaje Caldera                                                    | 1 (km 887)                           | 63 (km 887)                      | Plaza de pesaje Caldera                                   |
| Playa Rodillo C-308                                                        | 3 (km 885)                           | 61 (km 885)                      | C-449                                                     |
| Caldera, Calderilla, Bahía Inglesa Calle Diego de Almeyda                  | 6 (km 882)                           | 58 (km 882)                      | Caldera, Calderilla, Bahía Inglesa Calle Diego de Almeyda |
|                                                                            | 7 (km 881)                           | 57 (km 881)                      | Gasolinera COPEC                                          |
| Caldera, Bahía Inglesa C-314                                               | 8 (km 880)                           | 56 (km 880)                      | Caldera, Bahía Inglesa C-314                              |
| Bahía Inglesa C-360                                                        | 13 (km 875)                          |                                  |                                                           |
| Camino interior                                                            | 15 (km 873)                          |                                  |                                                           |
| Aeropuerto Desierto de Atacama                                             | 29 (km 859)                          | 35 (km 859)                      | Aeropuerto Desierto de Atacama                            |
| Puerto Viejo, Playa La Virgen C-366                                        | 36 (km 852)                          |                                  |                                                           |
| Área de control Carabineros de Chile                                       | 41 (km 847)                          | 23 (km 847)                      | Área de control Carabineros de Chile                      |
| Área de servicios generales Puerto Viejo                                   | 42 (km 846)                          | 22 (km 846)                      | Área de servicios generales Puerto Viejo                  |
| Puerto Viejo, Barranquilla, Bahía Salada C-370                             | 45 (km 843)                          | 19 (km 843)                      | Puerto Viejo, Barranquilla, Bahía Salada C-370            |
| Plaza de peaje Barranquilla                                                | 47 (km 841)                          | 17 (km 841)                      | Plaza de peaje Barranquilla                               |
|                                                                            |                                      | 14 (km 838)                      | Mina Restauradora C-483                                   |
| Hacienda Margarita                                                         | 51 (km 837)                          |                                  |                                                           |
| Hacienda San Pedro                                                         | 57 (km 831)                          | 7 (km 831)                       | Hacienda San Pedro                                        |
| Sector Los Ángeles                                                         | 60 (km 828)                          | 4 (km 828)                       | Sector Los Ángeles                                        |
| Piedra Colgada                                                             | 62 (km 826)                          | 2 (km 826)                       | Piedra Colgada                                            |
| Copiapó, Tierra Amarilla Término de autopista Inicio de by-pass Copiapó    | 64 (km 824)                          | 0 (km 824)                       | Inicio de autopista Término de by-pass Copiapó            |

### Ruta 5 Panamericana al sur de Copiapó
| Ruta 5 Panamericana, tramo término de by pass Copiapó-Vallenar               |                                   |                                            |                                                                              |
| Salidas e infraestructura sentido norte-sur                                  | Distancia de término by-pass (km) | Distancia de cruce aeródromo Vallenar (km) | Salidas e infraestructura sentido sur-norte                                  |
| Copiapó, Tierra Amarilla Inicio de autopista Término de by-pass Copiapó      | 0 (km 783)                        | 123 (km 783)                               | Copiapó, Tierra Amarilla Término de autopista Inicio de by-pass Copiapó      |
|                                                                              |                                   | 120 (km 780)                               | Mina Botón de Oro                                                            |
| Puente Paso Superior F.F.C.C                                                 | 1 (km 780)                        | 120 (km 780)                               | Puente Paso Superior F.F.C.C                                                 |
| Puente "Paso Superior F.F.C.C Travesía"                                      | 2 (km 781)                        | 121 (km 781)                               | Puente "Paso Superior F.F.C.C Travesía"                                      |
| Área de servicios generales Travesía                                         | 5 (km 778)                        |                                            |                                                                              |
| Nantoco, Embalse Lautaro, Tierra Amarilla C-411                              | 6 (km 777)                        | 117 (km 777)                               | Nantoco, Embalse Lautaro, Tierra Amarilla C-411                              |
|                                                                              |                                   | 109 (km 769)                               | Mina Lechuza C-399                                                           |
|                                                                              | 15 (km 768)                       | 108 (km 768)                               | Mina Lechuza                                                                 |
| Bahía Salada C-390                                                           | 15 (km 768)                       | 108 (km 768)                               |                                                                              |
|                                                                              | 19 (km 764)                       | 104 (km 764)                               | Camino interior                                                              |
| Hacienda Castilla C-410                                                      | 29 (km 754)                       |                                            |                                                                              |
|                                                                              |                                   | 87 (km 747)                                | Chañarcillo, Potrero Seco C-423                                              |
| Fundo Castilla C-414                                                         | 48 (km 735)                       |                                            |                                                                              |
| Caleta Totoral, Bahía Salada C-416                                           | 51 (km 732)                       |                                            |                                                                              |
| Plaza de peaje Totoral                                                       | 52 (km 731)                       | 71 (km 731)                                | Plaza de peaje Totoral                                                       |
|                                                                              |                                   | 68 (km 728)                                | Cerro Blanco C-451                                                           |
| Punta de Díaz C-420                                                          | 60 (km 723)                       |                                            |                                                                              |
|                                                                              |                                   | 60 (km 720)                                | La Bandera                                                                   |
|                                                                              |                                   | 59 (km 719)                                | Área de servicios generales Totoral                                          |
|                                                                              | 70 (km 713)                       | 53 (km 713)                                | El Donkey C-455                                                              |
| Canto del Agua, PN Llanos de Challe, Carrizal Bajo C-432                     | 70 (km 713)                       | 53 (km 713)                                |                                                                              |
| Puente "Paso Superior F.F.C.C Calaveras"                                     | 93 (km 690)                       | 30 (km 690)                                | Puente "Paso Superior F.F.C.C Calaveras"                                     |
|                                                                              |                                   | 24 (km 684)                                | Chacritas                                                                    |
| Mina Los Colorados, Carrizal Bajo C-440                                      | 102 (km 681)                      | 21 (km 681)                                | Camino interior                                                              |
| Mina Los Colorados, Planta Astillas C-442                                    | 105 (km 678)                      |                                            |                                                                              |
|                                                                              |                                   | 13 (km 673)                                | Chehueque C-467                                                              |
|                                                                              |                                   | 9 (km 669)                                 | Autódromo El Marañón                                                         |
|                                                                              |                                   | 8 (km 668)                                 | Vallenar, Alto del Carmen Variante El Jilguero C-569                         |
|                                                                              |                                   | 7 (km 667)                                 | Vallenar, Alto del Carmen Variante El Jilguero C-569                         |
| Vallenar Salida Norte C-527                                                  | 120 (km 663)                      | 3 (km 663)                                 |                                                                              |
| Puente Huasco Río Huasco                                                     | 120 (km 663)                      | 3 (km 663)                                 | Puente Huasco Río Huasco                                                     |
| Vallenar, Alto del Carmen, San Félix C-48 Freirina, Huasco Bajo, Huasco C-46 | 121 (km 662)                      | 2 (km 662)                                 | Vallenar, Alto del Carmen, San Félix C-48 Freirina, Huasco Bajo, Huasco C-46 |
|                                                                              |                                   | 1 (km 661)                                 | Vallenar Ruta Antigua                                                        |
| Aeródromo Vallenar, Vallenar C-565 Hacienda Compañía C-484                   | 123 (km 660)                      | 0 (km 660)                                 | Aeródromo Vallenar, Vallenar C-565 Hacienda Compañía C-484                   |
| Continuación como Autopista Ruta del Algarrobo                               | 123 (km 660)                      | 0 (km 660)                                 | Desde Autopista Ruta del Algarrobo                                           |